# Rinus Michels
Pour les articles homonymes, voir Michels.
Rinus Michels, de son vrai nom Marinus Michels, né le 9 février 1928 à Amsterdam (Pays-Bas) et décédé le 3 mars 2005 à Alost (Belgique), est un joueur et entraîneur de football néerlandais. 
Il réalise la totalité de sa carrière de joueur comme attaquant à l'Ajax Amsterdam et compte cinq sélections en équipe nationale. Il fait partie du Club van 100. Devenu entraîneur, il prend les rênes de son ancien club qu'il mène en quelques saisons à la victoire en Coupe des clubs champions européens, avant d'importer au FC Barcelone ses principes de jeu, connus comme le « football total ». Sélectionneur de l'équipe nationale pour la Coupe du monde de 1974, il conduit les coéquipiers de Johan Cruijff en finale. En 1988 son deuxième mandat à la tête des Oranje s'achève par la conquête du Championnat d'Europe, le seul titre remporté par la sélection néerlandaise.
Il est désigné en 1999 « entraîneur du XXe siècle » par la FIFA. Son approche tactique du jeu en fait le précurseur du football moderne.

## Biographie

### Carrière de joueur
Né à Amsterdam et élevé à proximité du Stade olympique d'Amsterdam, Rinus Michels est supporter de l'Ajax Amsterdam dès son enfance. En 1940, à douze ans, il intègre le club par l'intermédiaire de Joop Köhler, un ami de la famille, mais il doit mettre sa pratique entre parenthèses les années suivantes du fait de la Seconde Guerre mondiale et de la famine de 1944. Le 9 juin 1946, à 18 ans, Michels fait ses débuts en équipe première à la suite de la blessure de Han Lambregt. Pour son premier match, il marque cinq buts lors de la victoire de l'Ajax sur ADO Den Haag (8-3). Cette saison-là, l'Ajax remporte un huitième titre de champion national, de façon assez écrasante. Malgré ses lacunes techniques, Michels brille par sa puissance, son jeu de tête et son activité, ce qui lui permet d'être adoubé par les cadres de l'équipe, notamment le capitaine Joop Stoffelen. 
Il s'impose progressivement comme titulaire en équipe première et reste toute sa carrière fidèle à l'Ajax. Les approches du Lille OSC sont contrariées par les obligations militaires de Michels, l'armée néerlandaise refusant son départ à l'étranger avant qu'il n'ait rempli son devoir. Moins buteur avec les années il devient un joueur plus « intelligent », qui réfléchit au jeu et développe des idées fortes.
De 1946 à 1958, il dispute 264 matchs de championnat pour l'Ajax et inscrit 122 buts. Quatre ans après l'introduction du professionnalisme aux Pays-Bas, et un an après un second titre de champion de 1957, Michels doit arrêter sa carrière à 30 ans du fait d'une blessure au dos.
Michels connaît en 1950 et 1954 cinq sélections en équipe nationale, qui s'achèvent par autant de défaites, sans qu'il parvienne à marquer. Il fait ses débuts en mai 1950 contre la sélection B de l'Angleterre suivi d'un déplacement en Suède et Finlande ponctué par deux défaites 4-1. Après quatre années sans nouvelle sélection, il est rappelé par Jaap van der Leck en avril-mai 1954, pour trois nouvelles défaites en Belgique (4-0), Suède (6-1) et Suisse (3-1).

### Carrière d’entraîneur

#### Ajax
À sa retraite sportive, il devient professeur de gymnastique dans une école d'enfants sourds, JC Amman. Il découvre le métier d'entraîneur dans les clubs amateurs d'Asser Boys (1953-1954), JOS Amsterdam (1960-1964) et AFC Amsterdam (1964-1965). Il est nommé le 22 janvier 1965 sur le banc de l'Ajax, dont l'équipe lutte pour le maintien. Il impose une discipline de fer et réorganise l'équipe, exploitant au mieux le potentiel de jeunes joueurs très talentueux, tels que Johan Cruijff et Wim Suurbier, et l'expérience d'éléments plus confirmés comme Sjaak Swart. L'Ajax retrouve vite les sommets : il remporte le championnat des Pays-Bas dès la première saison complète de Michels, en 1966, réalise le doublé coupe-championnat l'année suivante, puis gagne un troisième titre d'affilée en 1968, un exploit inédit aux Pays-Bas depuis les années 1910.
En 1969, l'équipe atteint la finale de la Coupe des clubs champions européens (une première pour un club néerlandais) après avoir notamment sorti le Benfica Lisbonne en match d'appui, mais s'y incline face au Milan AC de Nereo Rocco. L'Ajax est également devancé en championnat par le Feyenoord Rotterdam, dirigé de 1968 par Ernst Happel, autre technicien majeur de la seconde moitié du XXe siècle, qui remporte l'année suivante la Coupe des clubs champions européens. Renforcés par le recrutement de Johan Neeskens, les hommes de Michels réalisent un nouveau doublé coupe-championnat mais sont battus en demi-finale de la Coupe des villes de foires 1969-1970. La saison 1970-1971 parachève la glorieuse ère Michels à l'Ajax avec un doublé coupe des Pays-Bas-Coupe des clubs champions européens. L'Ajax remporte sa première coupe d'Europe face au Panathinaïkos en finale (2-0), après des qualifications face au Celtic FC de Jock Stein et l'Atletico Madrid.
Outre son palmarès, Michels lègue à son club l'exigence d'un jeu tourné vers l'offensive, où « tout le monde attaque et tout le monde défend », le fameux « football total ». Il perfectionne le piège du hors-jeu qui permet à son équipe de tenir le ballon le plus haut possible sur le terrain. Après son départ, les Ajacides, dirigés par un Stefan Kovacs délibérément fidèle à l'héritage de Michels, auquel il ajoute une part de liberté créative, conserveront le titre européen deux années d'affilée, une performance que seul le Real Madrid de Di Stefano et Puskas avait réalisé jusque-là.

#### FC Barcelone
Michels signe lui au FC Barcelone. Le club catalan s'affiche en club rebelle au sein de l'Espagne franquiste mais n'a plus gagné le championnat, largement dominé par le Real Madrid CF, depuis 1960. Michels peine à faire appliquer ses principes tactiques et de discipline à un groupe habitué à davantage de liberté, et ne connaît par conséquent pas le même succès. Le club recrute Johan Cruijff en 1973 à la barbe du Real Madrid (contre une indemnité record de 60 millions de pesetas) et remporte finalement le championnat d'Espagne en 1974. La victoire 5-0 sur le terrain du Real Madrid en février 1974 fait date. Dans la foulée, Johan Neeskens rejoint ses compatriotes, mais le club ne connait pas davantage le succès. 
En cinq saisons en Catalogne, il met en place une organisation de formation et des principes de jeu inspirés de l'Ajax Amsterdam, qui feront le bonheur sportif du club catalan à partir du milieu des années 1980,.

#### Coupe du monde 1974
Début 1974, il accepte de prendre en main la sélection nationale néerlandaise pour la Coupe du monde, la première à laquelle elle participe depuis la Guerre. Son prédécesseur František Fadrhonc (en) l'accompagne comme adjoint. Michels n'a que peu de temps pour prendre en main un groupe composé essentiellement de joueurs du Feyenoord Rotterdam et de l'Ajax, vainqueurs de toutes les Coupes d'Europe des clubs champions de 1970 à 1973. Après un match nul contre l'Autriche en match préparatoire, l'équipe hollandaise applique avec de plus en plus d'allant le jeu offensif prôné par l'entraineur, qui aligne son traditionnel 4-3-3 : Johan Neeskens, le milieu défensif, Wim van Hanegem et Wim Jansen, assurent la conservation de la balle ; les ailiers Johnny Rep et Rob Rensenbrink, soutenus par les arrières latéraux Wim Suurbier et Ruud Krol, animent les couloirs ; Cruijff en pointe est laissé libre de ses mouvements afin de percer la défense adverse. Les permutations de joueurs sont nombreuses, avec un pressing haut sur le terrain, dans l'objectif d'optimiser l'occupation de l'espace.
Le jeu déployé illumine la compétition : l'Uruguay, demi-finaliste quatre ans plus tôt, est balayé par le tourbillon néerlandais (2-0) pour l'entrée en compétition des deux équipes. Sorti premier du groupe 3, les Pays-Bas rejoignent pour une seconde phase de groupe l'Argentine, l'Allemagne de l'Est, vainqueur de l'Allemagne de l'Ouest au premier tour et le Brésil, tenant du titre. En une semaine, les Oranjes vont infliger une leçon de football à leurs trois adversaires, battus respectivement 4-0, 2-0 et 2-0. Ils apparaissent favoris de la finale face au pays hôte, dans une ambiance lourde des ressentiments de la Guerre. Alignés dans leur composition habituelle, ils ouvrent le score après deux minutes avant même que leur adversaire n'ait touché son premier ballon, avant d'être progressivement étouffés par la puissance des joueurs allemands, qui finalement retournent le score (2-1).

#### L'après Coupe du monde
En 1975, il quitte le FC Barcelone et revient pendant une saison à l'Ajax Amsterdam, puis fait le chemin inverse la saison suivante. Toujours en échec en championnat, son équipe remporte en 1978 la Coupe du Roi. En 1979, il part avec Cruijff aux Aztecs de Los Angeles, en North American Soccer League, où il reste deux années sans nourrir d'ambitions sportives particulières. 
Revenu en Europe à l'automne 1980, il signe au FC Cologne, devenant l'entraineur le mieux payé d'Allemagne. Il connait une nouvelle fois des difficultés à discipliner un groupe habitué à plus de libertés par son prédécesseur, Karl-Heinz Heddergott (en). Malgré les Rainer Bonhof, Pierre Littbarski et Toni Schumacher, la première saison, compliquée par une arrivée retardée par des problèmes administratifs, est décevante. À Cologne, la rudesse de ses méthodes et de ses relations avec les joueurs fait de lui un entraineur autant haï de ses joueurs que respecté pour son palmarès. Renforcée par les arrivées de Klaus Allofs et Klaus Fischer, son équipe lutte toute la saison pour le titre avec le Hambourg SV en 1981-1982 mais termine finalement à la deuxième place. Elle remporte finalement la Coupe d'Allemagne la saison suivante, à la suite de laquelle il quitte le club.

#### La consécration de l'Euro 1988

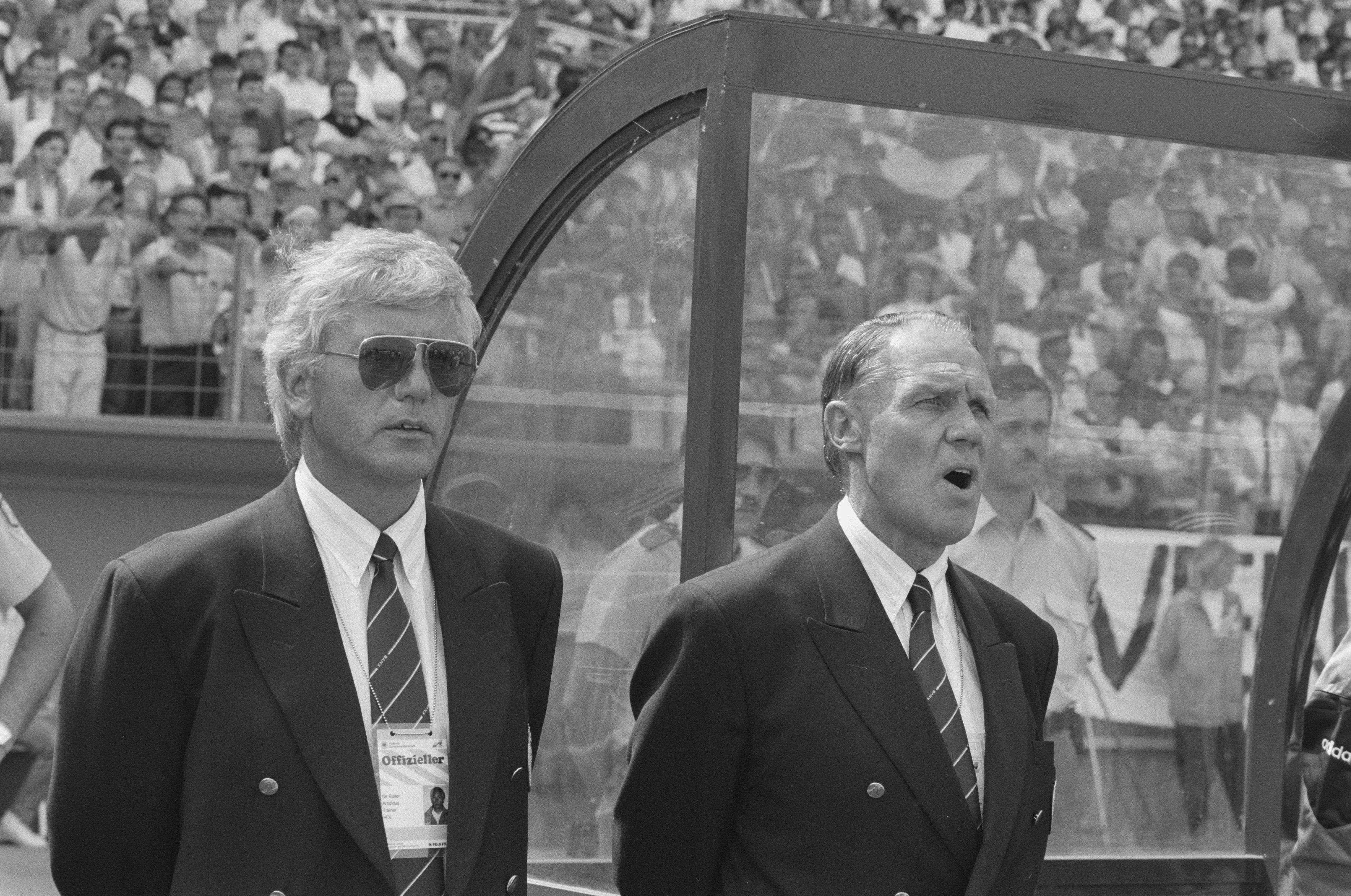
Rinus Michels (à droite) et son adjoint Nol de Ruiter à l'Euro 1988.

En 1984 Michels devient directeur technique de la sélection nationale, qui n'a plus obtenu de résultat notable depuis la défaite en finale de la Coupe du monde 1978. Il ne tient pas de rôle pendant le match, à part un intérim d'un match en novembre 1984, le temps d'une défaite en Autriche. L'équipe manque la qualification à la Coupe du monde de football 1986. 
En avril 1986, il accepte de reprendre du service en vue des éliminatoires du Championnat d'Europe de football 1988, organisé en Allemagne. Les Pays-Bas prennent cette fois le dessus sur la Hongrie, leur vainqueur deux ans plus tôt, et se qualifient directement pour la phase finale. L'effectif néerlandais compte alors plusieurs stars montantes telles que Frank Rijkaard, Ruud Gullit et Erwin Koeman. L'attaquant vedette du Milan AC Marco van Basten, amoindri par les blessures, commence la compétition en tant que remplaçant.
Les hommes de Rinus Michels perdent leur premier match de la compétition face à l'Union soviétique mais se qualifient malgré tout pour les demi-finales en battant l'Angleterre (3-1, triplé de van Basten) puis l'Irlande. La demi-finale contre l'Allemagne est abordée par les supporters comme une occasion de revanche de la finale de 1974. Les Allemands ouvrent le score et les Néerlandais égalisent sur penalty, avant que van Basten n'offre la victoire aux siens en toute fin de match. L'après-match est houleux entre les deux camps. En finale, les Oranje retrouvent les Soviétiques de l'emblématique Valeri Lobanovski, un alter ego de Michels. Cette fois, ils les battent logiquement (2-0), grâce à Gullit et van Basten, et remportent ainsi le premier titre de l'histoire de la sélection.

#### Fin de carrière
Dans la foulée de la compétition européenne, Michels fait son retour en Allemagne en signant un contrat lucratif au Bayer Leverkusen, un groupe qui ne compte pas de vedettes comme c'était le cas à Cologne. Il connait une saison difficile, et alors que l'équipe se rapproche dangereusement de la zone de relégation, il est remercié mi-avril. 
Après la Coupe du monde 1990, Michels prend une troisième fois les rênes de la sélection qu'il mène à l'Euro 1992. Favoris, les Néerlandais s'inclinent en demi-finale aux tirs au but face au Danemark, futur vainqueur surprise de la compétition. Il annonce là la fin de sa carrière d'entraineur. 
Il prend dans les années 1990 des fonctions de conseil auprès de l'UEFA et reste jusqu'à la fin de sa vie un supporter et observateur attentif des matchs de l'Ajax. Il meurt le 3 mars 2005 dans une clinique d'Alost des suites d'une opération chirurgicale au cœur, 19 ans après une première intervention.

## Style de jeu
Le « Général », comme il va être surnommé pour sa gestion autoritaire de ses effectifs, déclare à ses débuts : « Le football professionnel est en quelque sorte la guerre. Celui qui se comporte trop bien, est perdu » souvent erronément retranscrite en « Le football, c'est la guerre ». Michels a une personnalité taciturne et impassible pendant les matchs, et fait preuve d'un humour grinçant, notamment auprès de ses joueurs qui ne l'apprécient pas toujours.
Technicien novateur, Michels applique des conceptions stratégiques articulées autour d'une mobilité intelligente et de joueurs possédant un bagage technique complet. Il prône des changements incessants de position des joueurs, une couverture systématique des espaces en défense et un contrôle continu du ballon. Circulation du ballon, pressing, replacement, création et occupation des espaces, rapidité… Ces principes ne sont pas en soi révolutionnaires, car ils s'inspirent de la science collective de la grande équipe hongroise de Nandor Hidegkuti et de la sélection brésilienne des années 1960. Mais Michels est le premier à comprendre que ces principes de jeu nécessitent pour atteindre leur plein potentiel une condition physique optimale : il impose donc à ses joueurs un niveau de préparation physique particulièrement soutenu pour l'époque. Le cocktail mis en place par Michels influe fortement sur l’évolution du football depuis, à tel point qu'il est considéré comme le « père » du football moderne,.
Son joueur favori et dont il deviendra le mentor est Johan Cruijff, qu'il dirige à l'Ajax, au FC Barcelone, en sélection nationale et aux États-Unis.
La qualité du jeu passant à ses yeux par le travail, l'ancien professeur de gymnastique va être particulièrement soucieux de la formation des jeunes footballeurs et mettra en place deux des plus brillants centres de formation au monde, à Amsterdam et à Barcelone (la Masia), qui feront le bonheur sportif des deux clubs par la suite.

## Hommages
Il est considéré comme le père du football néerlandais. Le trophée récompensant chaque année le meilleur entraineur des Pays-Bas a été nommé en son honneur. 
En 1999, il est désigné  « entraîneur du XXe siècle » par la Fédération internationale de football association. 

## Parcours

### Joueur
| Saison    | Club           | Statistiques                     | Statistiques | Statistiques |
| Saison    | Club           | Compétition                      | Matchs       | Buts         |
| --------- | -------------- | -------------------------------- | ------------ | ------------ |
| 1945-1946 | Ajax Amsterdam | Championnat amateur des Pays-Bas | 12           | 13           |
| 1946-1947 | Ajax Amsterdam | Championnat amateur des Pays-Bas | 28           | 14           |
| 1947-1948 | Ajax Amsterdam | Championnat amateur des Pays-Bas | 5            | 3            |
| 1948-1949 | Ajax Amsterdam | Championnat amateur des Pays-Bas | 20           | 7            |
| 1949-1950 | Ajax Amsterdam | Championnat amateur des Pays-Bas | 26           | 16           |
| 1950-1951 | Ajax Amsterdam | Championnat amateur des Pays-Bas | 14           | 5            |
| 1951-1952 | Ajax Amsterdam | Championnat amateur des Pays-Bas | 19           | 15           |
| 1952-1953 | Ajax Amsterdam | Championnat amateur des Pays-Bas | 20           | 8            |
| 1953-1954 | Ajax Amsterdam | Championnat amateur des Pays-Bas | 26           | 12           |
| 1954-1955 | Ajax Amsterdam | Championnat amateur des Pays-Bas | 33           | 14           |
| 1955-1956 | Ajax Amsterdam | Championnat amateur des Pays-Bas | 30           | 8            |
| 1956-1957 | Ajax Amsterdam | Eredivisie                       | 29           | 7            |
| 1957-1958 | Ajax Amsterdam | Eredivisie                       | 2            | 0            |
| Total     | Total          | Total                            | 264          | 122          |

### Entraîneur
- 1953-1954 :  Asser Boys (amateurs)
- 1960-1964 :  JOS Amsterdam (amateurs)
- 1964-1965 :  AFC Amsterdam (amateurs)
- 1965-1971 :  Ajax Amsterdam
- 1971-1975 :  FC Barcelone
- 1974 :  Pays-Bas (en doublon avec le FC Barcelone)
- 1975-1976 :  Ajax Amsterdam
- 1976-1978 :  FC Barcelone
- 1979-1980 :  Los Angeles Aztecs
- novembre 1980-1984 :  FC Cologne
- 1984-1986 :  Directeur technique de la Fédération royale néerlandaise de football
- 1986-1988 :  Pays-Bas
- 1988-avril 1989 :  Bayer Leverkusen
- 1990-1992 :  Pays-Bas

## Palmarès joueur

### En club
- Champion des Pays-Bas en 1947 et en 1957 avec l'Ajax Amsterdam

### EnÉquipe des Pays-Bas
- 5 sélections entre 1950 et 1954

## Palmarès entraîneur
En club
- Vainqueur de la Coupe d'Europe des Clubs Champions en 1971 avec l'Ajax Amsterdam
- Vainqueur de la finale définitive de la Coupe des Villes de Foire en 1971 avec le FC Barcelone
- Champion des Pays-Bas en 1966, en 1967, en 1968 et en 1970 avec l'Ajax Amsterdam
- Champion d'Espagne en 1974 avec le FC Barcelone
- Vainqueur de la Coupe des Pays-Bas en 1967, en 1970 et en 1971 avec l'Ajax Amsterdam
- Vainqueur de la Coupe d'Espagne en 1978 avec le FC Barcelone
- Vainqueur de la Coupe d'Allemagne en 1983 avec le FC Cologne
- Finaliste de la Coupe d'Europe des Clubs Champions en 1969 avec l'Ajax Amsterdam
- Vice-champion des Pays-Bas en 1969 et en 1971 avec l'Ajax Amsterdam
- Vice-champion d'Espagne en 1973, en 1977 et en 1978 avec le FC Barcelone
- Vice-champion d'Allemagne en 1982 avec le FC Cologne
- Finaliste de la Coupe des Pays-Bas en 1968 avec l'Ajax Amsterdam
- Finaliste de la Coupe d'Espagne en 1974 avec le FC Barcelone

Avec les Pays-Bas
- Champion d'Europe des Nations en 1988
- Finaliste de la Coupe du Monde en 1974
- Participation au Championnat d'Europe des Nations en 1988 (Vainqueur) et en 1992 (1/2 finaliste)

Distinctions personnelles
- Meilleur entraîneur de tous les temps par France Football: 2019[14],[15],[16]
- 2e meilleur entraîneur de tous les temps par World Soccer: 2013[17],[18]
- 2e meilleur entraîneur de tous les temps par ESPN: 2013[19]
- Il est l'un des 5 entraîneurs[20] classés dans le top 10 des meilleurs entraîneurs de tous les temps par chacun de ces médias : France Football, World Soccer et ESPN